# 1. Streichquartett (Beethoven)

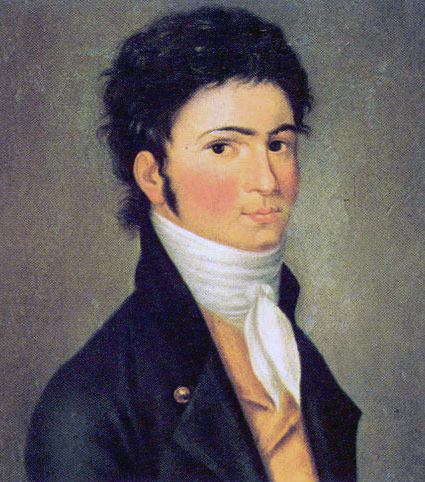
Beethoven-Porträt von Carl Traugott Riedel aus dem Jahr 1801.

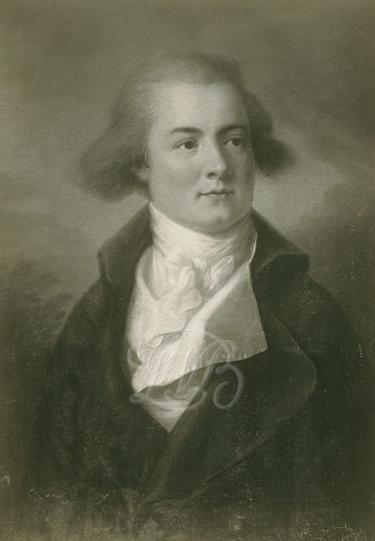
Franz Joseph Maximilian von Lobkowitz, Widmungsträger der Quartette op. 18, auf einem Ölgemälde von Friedrich Oelenhainz

Das Streichquartett Nr. 1 F-Dur op. 18,1 ist ein Streichquartett von Ludwig van Beethoven.

## Entstehung
Als Beethoven sich erstmals in der Gattung des Streichquartetts versuchte, war diese im Aufblühen begriffen. In den 1760er Jahren hatte Joseph Haydn, der auch ein Lehrer Beethovens war, die Gattung etabliert; er und Wolfgang Amadeus Mozart setzten mit ihren Beiträgen zum Genre anerkannte Maßstäbe. Jean-Marie Leclair und Giovanni Battista Viotti leisteten mit ihren Violinschulen wesentliche Beiträge für das Instrument Violine; andere Musiker wollten es ihnen für das Cello und die Bratsche gleichtun. Für sie alle war innerhalb der Musik für Streichinstrumente die Gattung des Streichquartetts in Bezug auf Klangwärme, Expressivität und Flexibilität am fruchtbarsten.
Beethovens Streichquartett op. 18,1 entstand im Jahre 1799 als eines von sechs Streichquartetten, die unter der Opusnummer 18 mit einer Widmung an Fürst Franz Joseph Maximilian von Lobkowitz zusammengefasst wurden. Zeitgleich beauftragte Lobkowitz auch Joseph Haydn mit der Komposition mehrerer Quartette. Dieser konnte allerdings altersbedingt lediglich die zwei Quartette op. 77 vollenden; einige Jahre später folgte noch Haydns unvollendetes op. 103. Dass Lobkowitz geplant haben könnte, Haydn und Beethoven in der Art der damals üblichen musikalischen Wettbewerbe gegeneinander antreten zu lassen, ist möglich, aber nicht belegt.
Während der Komposition der Quartette lernte Beethoven die adelige Josephine Brunsvik, die als mögliche Adressatin seines 1812 verfassten Briefs an die „Unsterbliche Geliebte“ gilt, und ihre Schwester Therese Brunsvik kennen und gab ihnen Klavierunterricht. Trotz der umfangreichen Arbeiten an den Quartetten verbrachte er viel Zeit mit Josephine und Therese. Aus seinen Emotionen heraus, die er für Josephine entwickelte, widmete er ihr ein auf Johann Wolfgang von Goethes Ich denke dein basierendes Lied mit sechs Variationen. Referenzen an diese Liedkomposition finden sich nach Ansicht des Beethoven-Biographen Ernst Pichler auch in den Quartetten op. 18.
Entgegen seiner Nummerierung wurde Beethovens op. 18,1 als zweites der sechs Quartette op. 18 komponiert; die Nummerierung in der Opus-Zahl entspricht der Reihenfolge, in der die Quartette gedruckt wurden. Zwar ist die Entstehungsreihenfolge der Quartette op. 18 nicht eindeutig gesichert, da die Autographe verloren sind, sie lässt sich aber anhand der Skizzenbücher vermuten. Dass das F-Dur-Quartett als Nr. 1 veröffentlicht wurde, geht auf Ignaz Schuppanzigh zurück, der das Beethoven nahestehende Schuppanzigh-Quartett leitete und von Beethoven oft „Falstaff“ genannt wurde: Dieser hielt das F-Dur-Quartett für das beste innerhalb der Serie op. 18; auf diese Weise sollte Beethoven sich mit Haydn messen lassen können. Beethoven-Schüler Carl Czerny beschrieb dies folgendermaßen: „Von den 6 ersten Violinquartetten war das in D dur (im Stich Nr. 3) das Erste, welches Beethoven überhaupt schrieb. Auf den Rath des Schuppanzigh ließ er aber das in F-Dur (obschon später geschrieben) als Nr. 1 erscheinen, vermuthlich weil das D dur unbestimmt mit der Septime anfängt, was damals noch unerhört war“.
Von dem F-Dur-Quartett sind sowohl die Originalfassung als auch die endgültige Fassung überliefert, da Beethoven die Originalfassung seinem Freund Carl Amenda „als ein Denkmal“ seiner „Freundschaft“ widmete. Der Einfluss des Musikpädagogen Emanuel Aloys Förster veranlasste Beethoven nach Vollendung der sechs Quartette zur Überarbeitung des F-Dur Quartetts sowie des G-Dur-Quartetts, und er schrieb Amenda: „Dein Quartett gieb ja nicht weiter, weil ich es sehr umgeändert habe; indem ich erst jetzt recht Quartetten zu schreiben weiß, was Du schon sehen wirst, wenn Du sie erhalten wirst.“ Die ursprüngliche Fassung des F-Dur-Quartetts wurde erst 1922 wiederentdeckt.

## Satzbezeichnungen
1. Satz: Allegro con brio (F-Dur)
2. Satz: Adagio affettuoso ed appassionato (d-Moll)
3. Satz: Scherzo: Allegro molto (F-Dur)
4. Satz: Allegro (F-Dur)

## Zur Musik

### Erster Satz
Der erste Satz, dessen Anfang zur Titelmusik zunächst von Joachim Kaisers Rundfunksendung Kaiser’s Corner und dann seiner im Mai 2009 entstandenen Video-Kolumne Kaisers Klassik-Kunde auf der Website des SZ-Magazins wurde, beginnt mit einem unbeschwert vorwärts drängenden Thema im unisono, das von der 1. Violine fortgeführt wird. Das zweite, von Synkopen geprägte Thema spielt in der Durchführung keine Rolle. Im Vergleich mit der ursprünglichen Fassung fällt der erste Satz in der endgültigen Fassung straffer aus.

### Zweiter Satz
Der zweite Satz ist ein wehmütiges Adagio. Beethoven äußerte gegenüber Carl Amenda, dass ihn die Gruftszene aus William Shakespeares „Romeo und Julia“ zu diesem Adagio inspiriert hatte, nachdem dieser äußerte, dass es ihn an den Abschied zweier Liebender erinnern würde. In den Skizzen finden sich in französischer Sprache entsprechende Bemerkungen wie zum Beispiel „il prend le tombeau“ („er kommt zum Grab“) und „les derniers soupirs“ („die letzten Seufzer“). Das Hauptthema des Adagio beruht nach Ansicht des Beethoven-Biographen Ernst Pichler auf dem Josephine Brunsvik gewidmeten Lied Ich denke dein.
Fast der ganze Satz wird von dieser wehmütigen Stimmung beherrscht; erst kurz vor dem Ende wird diese Wehmut von einem dramatischen Aufbäumen unterbrochen, bevor der Satz schließlich in einem Pianissimo endet.
Beethoven verlangt für diesen Satz ein Metronom-Tempo von 138 Achteln pro Minute. Diese Angabe kommt durch die Eigenschaft der ersten Generation des von Johann Nepomuk Mälzel konstruierten Metronoms zustande, mindestens 50 Schläge pro Minute vorzugeben, sodass Beethoven nicht die von ihm gewünschten 46 punktierten Viertel angeben konnte. Ein Grund, Beethovens Tempo-Vorgabe von 138 Achteln pro Minute zu beachten, liegt darin begründet, dass der Satz von zwölf Generalpausen unterbrochen wird und man daher in einem anderen Tempo den Kontakt zum 3/4-Metrum des Satzes verliert. In diesem Sinne schreibt auch Friedrich Kerst: „Von seinem Tempo zumal wollte Beethoven in keinem Falle ein Haarbreit ablassen, weil er richtiges Maß in der Bewegung mit der innewohnenden Charakteristik des Satzes oder dessen einzelnen Bestandteilen aufs genaueste identifiziert hat.“

### Dritter Satz
Der dritte Satz wird von einem anfangs chromatisch aufwärts strebenden, zehntaktigen Thema eingeleitet, dessen Elemente im Verlauf des Satzes auf unterschiedliche Weise umgeformt und kombiniert werden. Das Trio beginnt mit unisono Oktavsprüngen, die von auf- und abwärtssteigenden Achtel-Skalen der 1. Violine beantwortet werden.

### Vierter Satz
Das Thema des vierten Satzes besteht aus abwärts fallenden Sechzehntel-Triolen. Beethoven mischt Sonatensatz und Rondo in diesem Satz, in dem sich Achtel-Repetitionen mit Sechzehnteln und Triolen-Figurationen abwechseln. Das Finale ist mit seinen 381 Takten als Gegengewicht zum Kopfsatz gedacht; letzterer wäre ohne die Wiederholung der Exposition so lang wie das Finale.
Durch seine Heiterkeit bildet das Finale auch einen Gegensatz zum Kopfsatz; damit wollte Beethoven seinen Zeitgenossen, die die Anforderungen des Kopfsatzes nicht gewohnt waren, entgegenkommen.

## Wirkung

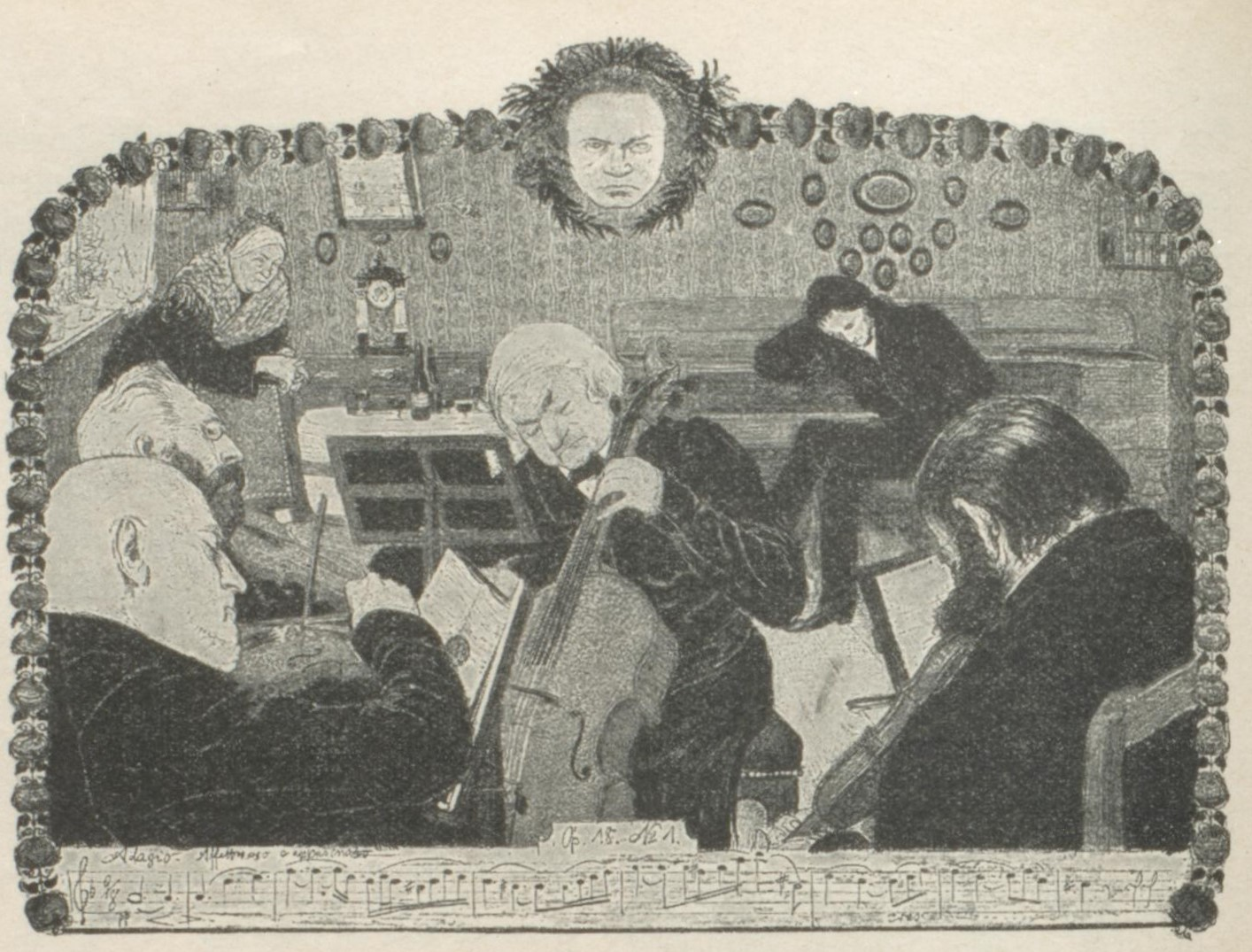
Illustration von Reinhold Max Eichler zum Gedicht Kammermusik von Hugo Salus (1896)

Das Quartett – von Ulrich Konrad als „Portal in die Quartettwelt Beethovens“ bezeichnet – wurde im Oktober 1801 veröffentlicht. Bis dahin hatten Privataufführungen für den Auftraggeber Fürst Lobkowitz stattgefunden, die mit hoher Wahrscheinlichkeit Beethoven zu Überarbeitungen der Quartette anregten. Nach der Veröffentlichung schrieb Beethoven am 8. April 1802 an seinen Verleger Franz Anton Hoffmeister: „Hr. Mollo hat wieder neuerdings meine Quartetten sage: voller Fehler und Errata – in großer und kleiner Manier herausgegeben sie wimmeln wie die kleinen Fische im Wasser d. h. in unendliche – questo è un piacere per un autore – das heiß ich ‚stechen‘, in Wahrheit meine Haut ist ganz voller Stiche und Ritze – von dieser schönen Auflage meiner quartetten“. Eine Neuauflage der Quartette im Jahr 1808 erwies sich ebenfalls als fehlerhaft; wahrscheinlich entstand diese nicht mehr unter Beethovens Kontrolle, da Beethoven keinen Kontakt mehr zu Mollo hatte. Als wichtig für die Forschung gilt daher die für Fürst Lobkowitz angefertigte Abschrift, die die Endfassungen der Quartette enthält. Der Großteil der darin enthaltenen Korrekturen stammt vermutlich von Beethoven selbst.
Die einzige öffentliche Rezension der Quartette schrieb die Allgemeine musikalische Zeitung am 26. August 1801:

„Unter den neuen hier erscheinenden Werken zeichnen sich vortreffliche Arbeiten von Beethoven aus (bei Mollo). Drei Quartetten geben einen vollgültigen Beweis für seine Kunst: doch müssen sie öfters und sehr gut gespielt werden, da sie sehr schwer auszuführen und keineswegs populair sind“

Die erste Partiturausgabe wurde erst 1829, zwei Jahre nach Beethovens Tod, gedruckt. Der erste Raubdruck entstand im Jahr 1802, ein Jahr nach dem Erstdruck, durch Simrock in Bonn.

### Weiterführende Literatur
- Theodor Helm: Beethoven’s Streichquartette. Versuch einer technischen Analyse dieser Werke im Zusammenhang mit ihrem geistigen Inhalt, Leipzig 1885, ³1921.
- Hans Josef Wedig: Beethovens Streichquartett op. 18 Nr. 1 und seine erste Fassung, Bonn 1922
- Ludwig van Beethoven: Werke. Neue Ausgabe sämtlicher Werke, Abteilung VI, Band 3 (op. 18, 1–6, erste Fassung von op. 18,1 und Streichquartettfassung der Klaviersonate op. 14), hrsg. vom Beethoven-Archiv Bonn (J. Schmidt-Görg u. a.), München Duisburg 1961ff.
- Joseph Kerman: The Beethoven Quartets, New York 1967
- Boris Schwarz: Beethovens op. 18 und Haydns Streichquartette. In: Bericht über den internationalen musikwissenschaftlichen Kongreß, Bonn 1970, Kassel u. a., 1971, S. 75–79
- Sieghard Brandenburg: Beethovens Streichquartette op. 18. In: Beethoven und Böhmen, hrsg. von Sieghard Brandenburg und Martella Gutiérrez-Denhoff, Bonn 1988, S. 259–302
- Herbert Schneider: 6 Streichquartette F-Dur, G-Dur, D-Dur, c-Moll, A-Dur und B-Dur op. 18. In: Beethoven. Interpretationen seiner Werke, hrsg. von A. Riethmüller u. a., 2 Bände, Laaber, ²1996, Band 2, S. 133–150
- Marianne Danckwardt: Zu den Streichquartetten op. 18 von Ludwig van Beethoven. In: Franz Krautwurst (Hrsg.): Neues musikwissenschaftliches Jahrbuch, 6. Jahrgang, 1997, S. 121–161